# Zemětřesení v Tchang-šanu
Zemětřesení v Tchang-šanu neboli Tchangšanské zemětřesení se událo 28. července 1976 v Čínské lidové republice a je považováno z hlediska počtu obětí za nejhorší zemětřesení 20. století. Epicentrum zemětřesení se nacházelo poblíž města Tchang-šan v provincii Che-pej, v kterém tehdy žilo zhruba milión obyvatel. Nejedná se o nejhorší zemětřesení v historii Číny, tím bylo zemětřesení v provincii Šen-si v roce 1556.
Původní informace čínské vlády udávaly počet obětí ve výši 655 000, ale pozdější informace už udávaly pouze 240 až 255 tisíc a k tomu 164 tisíc zraněných. Zemětřesení mělo vliv i na vnitropolitickou situaci a komunistickou stranu Číny, kde se k moci na úkor takzvaného Gangu čtyř dostal Maem vybraný nástupce Chua Kuo-feng.
Zemětřesení započalo přesně v 03:42:53,8[zdroj⁠?!] místního času (tedy v 27. července v 19:42:53,8 středoevropského času) a trvalo 23 sekund. Podle oficiálních[který?] údajů dosáhlo hodnoty 7,8 Richterovy stupnice, ovšem v jiných pramenech se lze setkat i s čísly až do výše 8,2. Zhruba po šestnácti hodinách ještě následoval dotřes o síle 7,1.

## Rozsah zemětřesení
Velký počet obětí byl pravděpodobně z velké části způsoben jednak noční hodinou, jednak charakterem staveb v oblasti a jednak minimem varování, neboť před hlavním zemětřesením nedošlo k žádným předtřesům.
Státní seismologický úřad sice zaznamenal neobvyklá data z Pekingu, Tchien-ťinu, Tchang-šanu, Po-chaje a Čang-ťia-kchou už o necelý měsíc dříve, z čehož odvodil, že by v oblasti Tchang-šanu mohlo dojít mezi 22. červencem a 5. srpnem k zemětřesení, nicméně před čtvrtou hodinou ranní lidé spali a nebyli na zemětřesení připraveni.
Oblast Tchang-šanu navíc nebyla považována za nějak zvlášť rizikovou a zdejší budovy postavené na nestabilních aluviálních půdách nebyly budovány se zřetelem na odolnost vůči zemětřesení, takže jich byly zemětřesením zničeny stovky tisíc, v samotném městě jich bylo zničeno 85 procent.
Seismické vlny poškodily i vzdálená města jako Čchin-chuang-tao nebo Tchien-ťin, pár budov bylo poškozeno i v 140 kilometrů vzdáleném Pekingu a mírné otřesy byly cítit i v 760 kilometrů vzdáleném Si-anu. Hospodářská škoda byla vyčíslena na 10 miliard jüanů.